# 思い出にするにはまだ早すぎる
「思い出にするにはまだ早すぎる」（おもいでにするにはまだはやすぎる）は、日本の女性アイドルグループ・HKT48の楽曲。2021年6月20日に、ユニバーサル ミュージック（EMI Records）から配信シングルとしてリリースされた。作詞は秋元康、作曲は小網準が担当した。楽曲のセンターポジションは宮脇咲良が務めた。

## 背景とリリース
2021年6月19日にマリンメッセ福岡でのコンサートをもってHKT48を卒業した宮脇咲良の卒業ソングおよびHKT48としては初めての配信限定シングルとしてリリースされた。

## ミュージック・ビデオ
思い出にするにはまだ早すぎる
宮脇咲良がバスに乗りこみ車窓から見える博多の街を眺めるシーンや、那珂川通りや福博であい橋、福岡PayPayドームといったゆかりの地をひとり歩くシーンが、過去のコンサートや劇場公演などの回想シーンとともに描かれている。2021年6月14日に公開されたショートver.では、西日本シティ銀行 HKT48劇場の扉を開けるところで映像は終わるが、他にも、同期の1期生メンバーによる共演シーンなども収められている。監督は濱田禮徳が担当した。

## 収録曲
| #  | タイトル                         | 作詞   | 作曲   | 編曲           | 時間 |
| -- | -------------------------------- | ------ | ------ | -------------- | ---- |
| 1. | 「思い出にするにはまだ早すぎる」 | 秋元康 | 小網準 | 野中“まさ”雄一 | 5:35 |

## 歌唱メンバー
※ 収録アルバム『アウトスタンディング』の歌詞カードにより。
- 今田美奈
- 熊沢世莉奈
- 下野由貴
- 松岡菜摘
- 宮脇咲良 [注 2]
- 村重杏奈
- 本村碧唯